# Рогівка (Звягельський район)
Ро́гівка — село в Україні, в Звягельському районі Житомирської області. Населення становить 42 осіб. Входить до складу Ємільчинської селищної громади.

## Історія
Попередня назва — Роги, колонія. Заснована після 1869 року в урочищі Роги між селом Осова та слободою Боляркою.
У 1906 році Роги, колонія Емільчинської волості Новоград-Волинського повіту Волинської губернії. Відстань від повітового міста 43 версти, від волості 16. Дворів 39, мешканців 231.